# Парангаев, Залимхан Магомедхабибович
Залимхан Магомедхабибович Парангаев (23 октября 1985, Буйнакск, Дагестанская АССР, РСФСР, СССР) — российский борец вольного стиля. Призёр чемпионата России. Выступает в весовой категории до 84 кг. Аварец по национальности.

## Карьера
Залимхан Парангаев вырос в спортивной семье, один из его старших братьев занимался вольной борьбой, другой — боксом. Залимхан предпочел борьбу. Свой выбор он сделал после того, как выиграл первенство школы, где учился. После этого он записался на борьбу и до 9 класса тренировался в Буйнакске, после чего с целью дальнейшего совершенствования мастерства переехал в Махачкалу. Ключевым моментом в его карьере стал успех на международном турнире памяти Шамиля Умаханова в Хасавюрте в октябре 2008 года. Пять победных схваток провел Залимхан, причем взял верх над такими сильными соперниками, как двукратный чемпион мира Махач Муртазалиев, призер чемпионатов мира Чамсулвара Чамсулвараев и победитель молодежного первенства мира Магомед Зубаиров, а в финале он одолел Ахмеда Магомедова. В июне 2010 года стал бронзовым призёром чемпионата России. С сезона 2012 Залимхан выступает в новой для него весовой категории — до 84 кг. Впрочем, он уже испытал себя в этом весе, поучаствовав в двух международных турнирах, на одном из которых — на призы Степана Саркисяна в Ереване — завоевал бронзовую медаль. В октябре 2012 года стал обладателем Межконтинентального Кубка. В октябре 2013 года возглавил ДЮСШ в Буйнакске.

## Достижения
- Чемпионат России по вольной борьбе 2010 — ;
- Межконтинентальный Кубок 2012 —